# Untersee des Bodensees (Vogelschutzgebiet)
Das Gebiet Untersee des Bodensees ist ein 2007 eingerichtetes und mit Verordnung vom 5. Februar 2010 durch das Ministerium für Ernährung und Ländlichen Raum festgelegtes Europäisches Vogelschutzgebiet (Schutzgebietkennung DE-8220-401) im Bereich des Untersees, einem Teil des Bodensees, im Süden des deutschen Landes Baden-Württemberg.

## Lage
Das rund 5.915 Hektar (ha) große Schutzgebiet „Untersee des Bodensees“ gehört naturräumlich zum Bodenseebecken und Hegau. Es liegt zu etwa 27 Prozent in den Gemeinden Allensbach (72,3 ha), Gaienhofen (265,6 ha), Moos (208,1 ha), Öhningen (147,3 ha) und Reichenau (237,5 ha) sowie den Städten Konstanz (265,8 ha), Radolfzell am Bodensee (222,2 ha) und Singen (155,8 ha); rund 73 Prozent entfallen auf die Wasserfläche des Untersees.

## Beschreibung
Beschrieben wird das Schutzgebiet als „großer Flachwassersee mit periodischen Schlickflächen, mächtigen Schilfröhrichten, Schwemmgutflächen, Kiesufern, Seggenrieden, Pfeifengraswiesen, Extensivgrünland, Halbtrockenrasen und Resten von Weich- als auch Hartholzauen“.

### Lebensraumklassen
|                                                        |                                                        |  |      |      |
| Nichtwaldgebiete mit hölzernen Pflanzen, Gestrüpp usw. | Nichtwaldgebiete mit hölzernen Pflanzen, Gestrüpp usw. |  | 1 %  | 1 %  |
| Mischwald                                              | Mischwald                                              |  | 1 %  | 1 %  |
| Feuchtes und mesophiles Grünland                       | Feuchtes und mesophiles Grünland                       |  | 1 %  | 1 %  |
| Binnengewässer, stehend und fließend                   | Binnengewässer, stehend und fließend                   |  | 78 % | 78 % |
| Moore, Sümpfe, Uferbewuchs                             | Moore, Sümpfe, Uferbewuchs                             |  | 8 %  | 8 %  |
| Melioriertes Grünland                                  | Melioriertes Grünland                                  |  | 9 %  | 9 %  |
| Anderes Ackerland                                      | Anderes Ackerland                                      |  | 2 %  | 2 %  |
|                                                        |                                                        |  |      |      |

### Bedeutung
Das Schutzgebiet mit Aufschlüssen der oligo- und miozänen Molasse sowie Zeugnissen der Entwicklung der Landnutzung vom Mittelalter bis heute ist ein Rastgebiet von internationaler Bedeutung, bedeutendstes Brutgebiet für Drosselrohrsänger, Kleines Sumpfhuhn, Knäkente, Kolbenente, Schwarzhals- und Zwergtaucher in Baden-Württemberg und eines der wichtigsten Brutgebiete für Moorente, Zwergdommel und andere Arten.

## Schutzzweck
Die gebietsbezogenen Erhaltungsziele sind je nach Art unterschiedlich beschrieben:

### Brutvögel
Brutvogelarten, die im Anhang I der Vogelschutzrichtlinie aufgelistet und für die in ganz Europa besondere Maßnahmen anzuwenden sind. In diese Kategorie fallen in Baden-Württemberg insgesamt 39 Arten.

#### Flussseeschwalbe(Sterna hirundo)

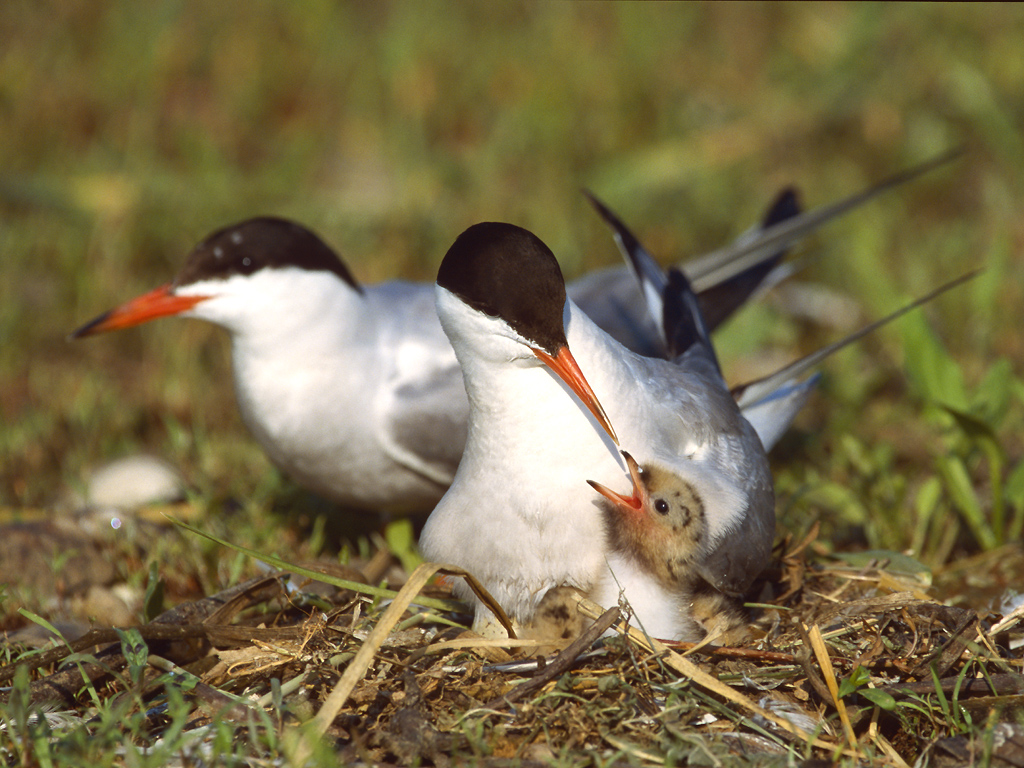
Flussseeschwalben

Erhaltung der naturnahen Seen mit Schotter- und Kiesbänken oder Schwemmsandinseln, Erhaltung einer Wasserqualität, die gute Sichtbedingungen für den Beutefang gewährleistet, Erhaltung von Nistgelegenheiten, von Sekundärlebensräumen wie aufgelassene Abbaustätten mit offenen Kiesinseln, Erhaltung des Nahrungsangebots mit Kleinfischarten und Jungfischaufkommen sowie Erhaltung störungsfreier oder zumindest störungsarmer Fortpflanzungsstätten während der Fortpflanzungszeit vom 1. April bis zum 30. September.

#### Grauspecht(Picus canus)

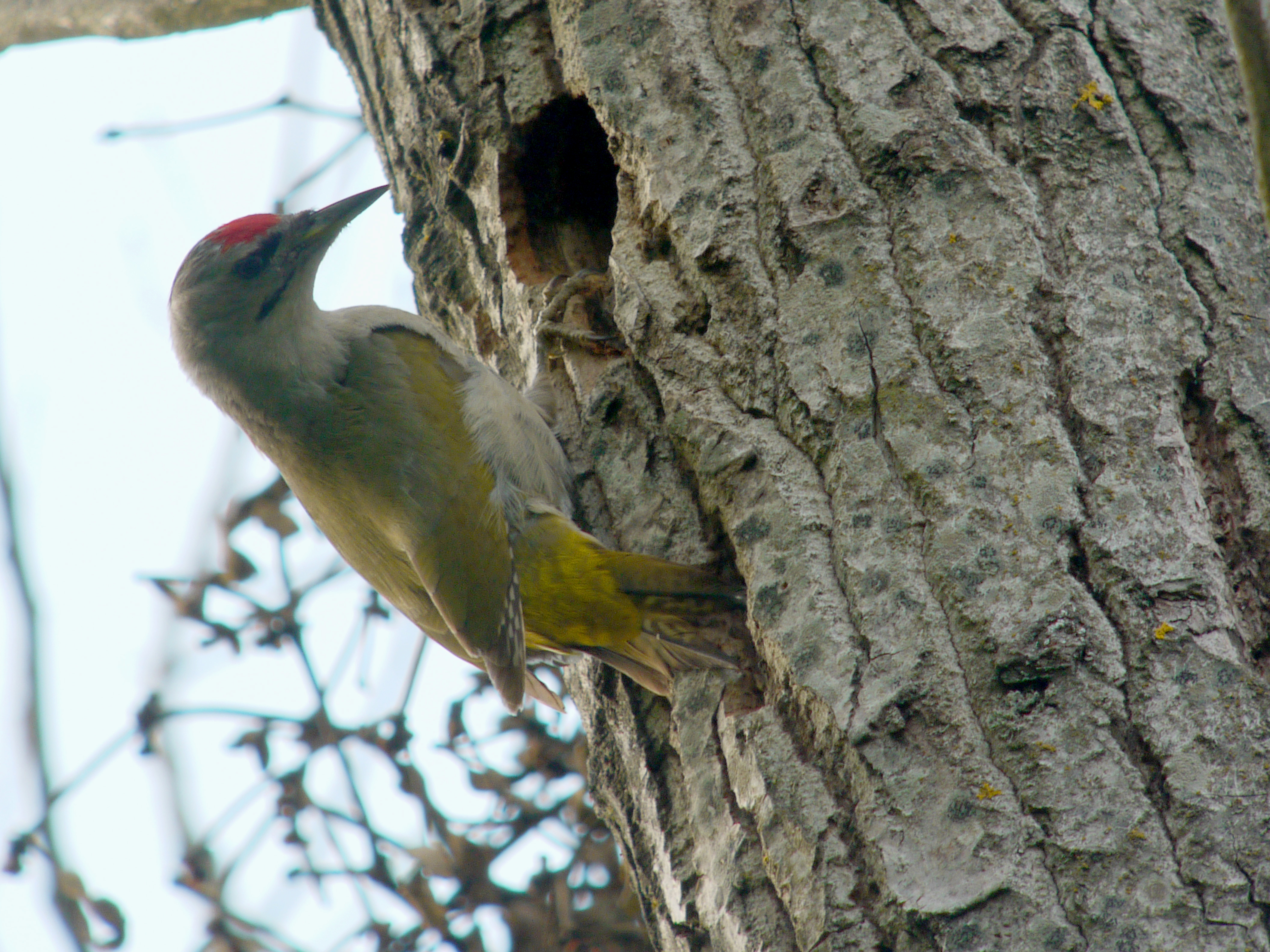
Grauspecht

Erhaltung von reich strukturierten lichten Laub- und Laubmischwäldern mit Offenflächen zur Nahrungsaufnahme, von Auenwäldern, von extensiv bewirtschafteten Streuobstwiesen, Erhaltung der Magerrasen, mageren Mähwiesen oder Viehweiden, Erhaltung von Randstreifen, Rainen, Böschungen und gesäumten gestuften Waldrändern, von Altbäumen und Altholzinseln, von Totholz, insbesondere von stehendem Totholz, Erhaltung der Bäume mit Großhöhlen sowie des Nahrungsangebots.

#### Kleines Sumpfhuhn(Porzana parva)

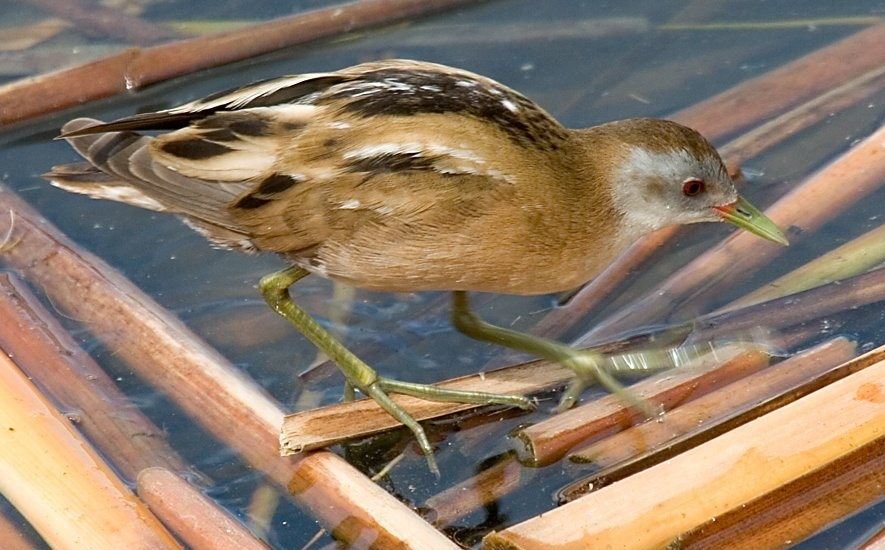
Kleines Sumpfhuhn

Erhaltung der ungenutzten wasserständigen Schilfröhrichte und Großseggenriede mit wasserseitigen Knickschicht-Bereichen, der Lebensräume ohne Gefahrenquellen wie Freileitungen, Erhaltung einer Überstauung der Lebensstätten während der gesamten Fortpflanzungszeit (1. April bis 15. September), Erhaltung von Sekundärlebensräumen wie aufgelassene Abbaustätten mit vorgenannten Lebensstätten sowie Erhaltung störungsfreier oder zumindest störungsarmer Fortpflanzungsstätten während der Fortpflanzungszeit.

#### Moorente(Aythya nyroca)

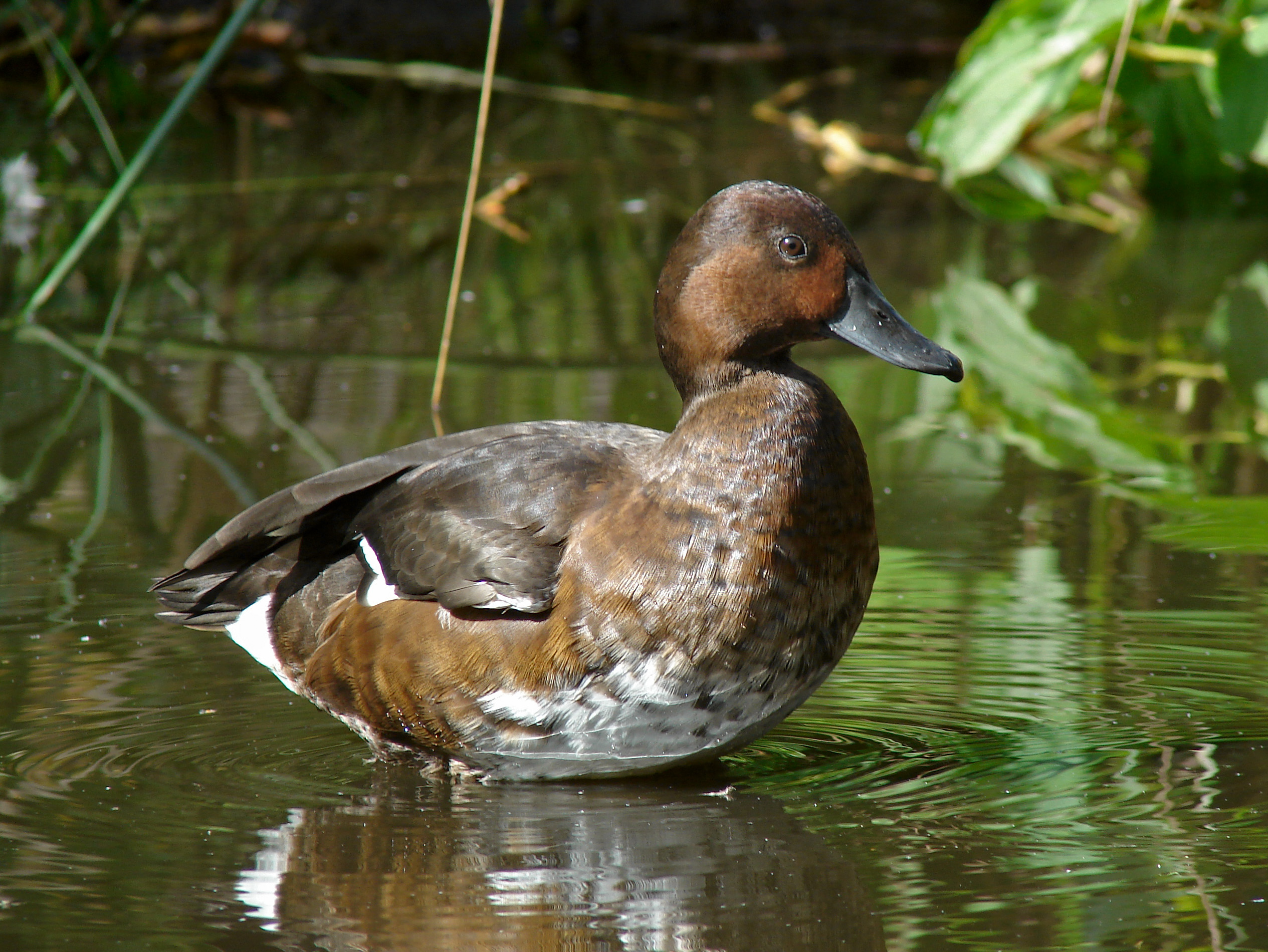
Moorente

Erhaltung der eutrophen vegetationsreichen Flachwasserseen, der vegetationsreichen Moorseen, der Verlandungsbereiche mit Röhrichten, Schwimmpflanzen- und Flachwasserzonen, Erhaltung von Sekundärlebensräumen wie flache, vegetationsreiche Tümpel sowie Erhaltung störungsfreier Fortpflanzungsstätten während der Fortpflanzungszeit vom 1. Januar bis zum 15. Oktober.

#### Nachtreiher(Nycticorax nycticorax)

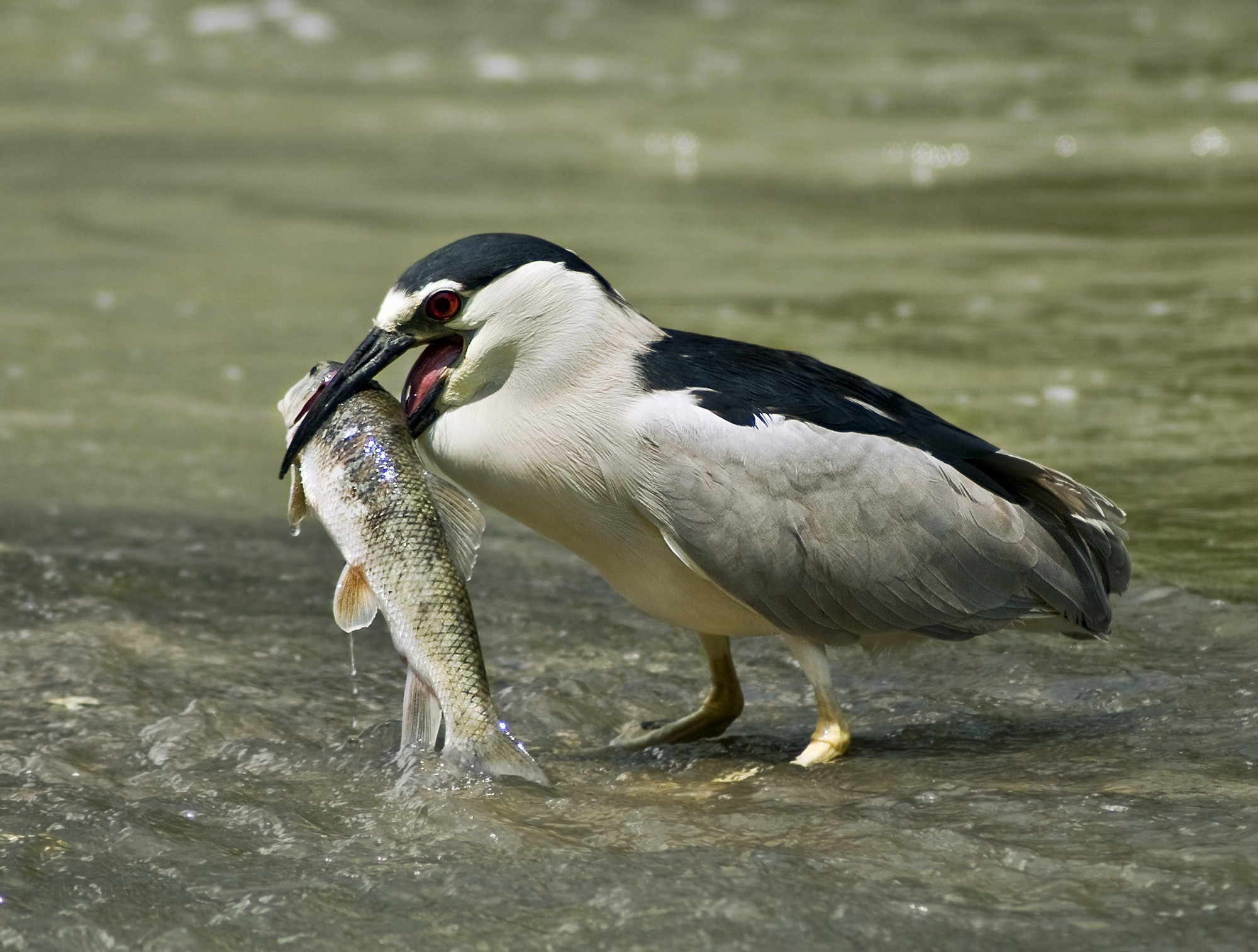
Nachtreiher mit Beute

Erhaltung einer dichten Ufervegetation und zur Nestanlage geeigneter Baumbestände, Erhaltung der bestehenden Graureiherkolonien, Erhaltung von Sekundärlebensräumen wie aufgelassene Abbaustätten mit vorgenannten Lebensstätten, Erhaltung des Nahrungsangebots mit Amphibien, Kleinfischarten und Jungfischaufkommen sowie Kleinsäugern sowie Erhaltung störungsfreier oder zumindest störungsarmer Fortpflanzungsstätten während der Fortpflanzungszeit vom 1. April bis zum 15. September.

#### Neuntöter(Lanius collurio)
Erhaltung von extensiv bewirtschafteten Streuobst-, Grünland- und Heidegebieten, von Nieder- und Mittelhecken aus standortheimischen Arten, insbesondere dorn- oder stachelbewehrte Gehölze, Erhaltung der Streuwiesen und offenen Moorränder, Erhaltung von Einzelbäumen und Büschen in der offenen Landschaft, von Feldrainen, Graswegen, Ruderal-, Staudenfluren und Brachen, Acker- und Wiesenrandstreifen, von Sekundärlebensräumen wie aufgelassene Abbaustätten mit vorgenannten Lebensstätten sowie Erhaltung des Nahrungsangebots, insbesondere mit größeren Insekten.

#### Rohrdommel(Botaurus stellaris)

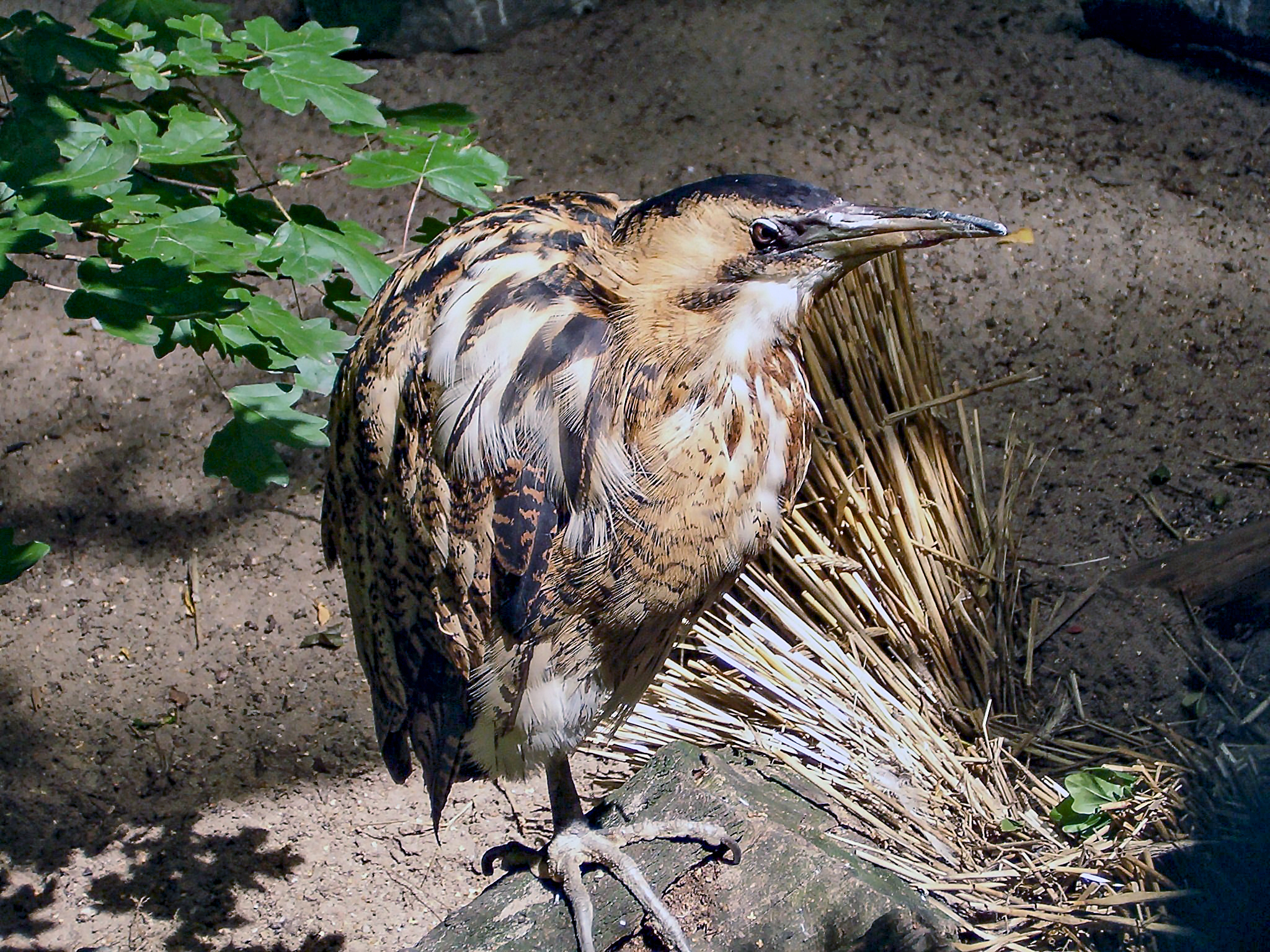
Rohrdommel

Erhaltung der natürlichen und naturnahen Feuchtgebiete wie Flussniederungen und Auenlandschaften, der Flachwasserzonen an stehenden und schwach fließenden Gewässern sowie der Überschwemmungsflächen, der Röhrichte und Schilfbestände mit offenen Gewässerbereichen, der Lebensräume ohne Gefahrenquellen wie nicht vogelsichere Freileitungen und Windkraftanlagen, Erhaltung von langen Röhricht -Wasser-Grenzlinien wie sie durch Buchten, Schilfinseln und offene Wassergräben sowie kleinere freie Wasserflächen innerhalb der Röhrichte zustande kommen, Erhaltung einer Wasserqualität, die gute Sichtbedingungen für den Beutefang gewährleistet, Erhaltung des Nahrungsangebots, insbesondere mit Fischen, Amphibien, Kleinsäugern, Großinsekten, Reptilien und Würmern sowie Erhaltung störungsfreier oder zumindest störungsarmer Rast- und Schlafplätze sowie Überwinterungs- und Nahrungsgebiete.

#### Rohrweihe(Circus aeruginosus)

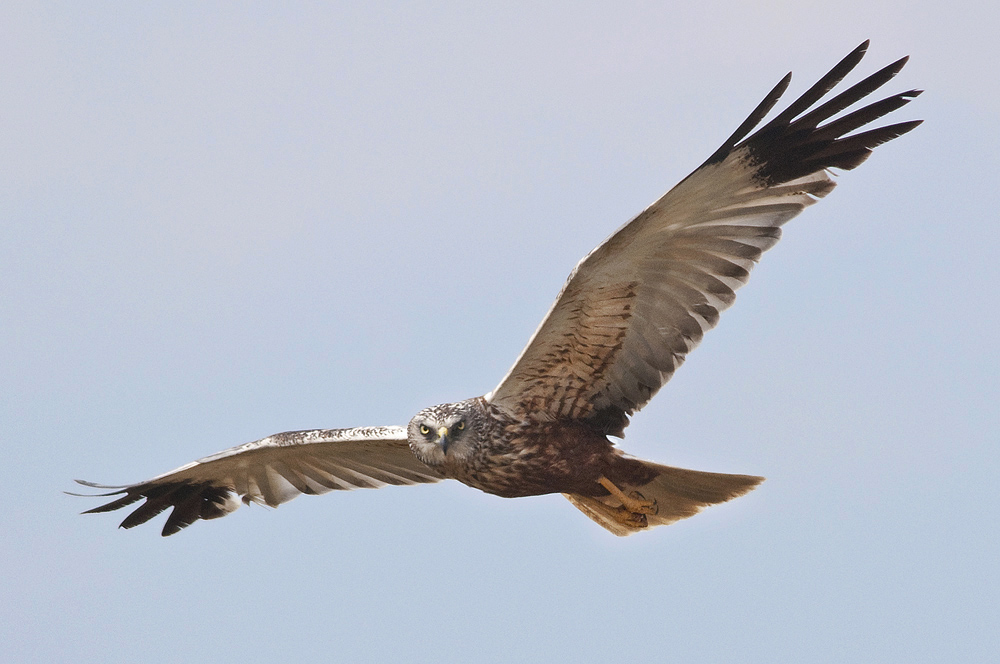
Rohrweihe

Erhaltung der Verlandungszonen, Röhrichte und Großseggenriede, der Feuchtwiesenkomplexe, insbesondere mit Streuwiesen oder extensiv genutzten Nasswiesen, der Lebensräume ohne Gefahrenquellen wie nicht vogelsichere Freileitungen und Windkraftanlagen, Erhaltung von Gras- und Staudensäumen, von Sekundärlebensräumen wie aufgelassene Abbaustätten mit vorgenannten Lebensstätten sowie Erhaltung störungsfreier oder zumindest störungsarmer Fortpflanzungsstätten während der Fortpflanzungszeit vom 15. März bis zum 15. September.

#### Schwarzkopfmöwe(Ichthyaetus melanocephalus)

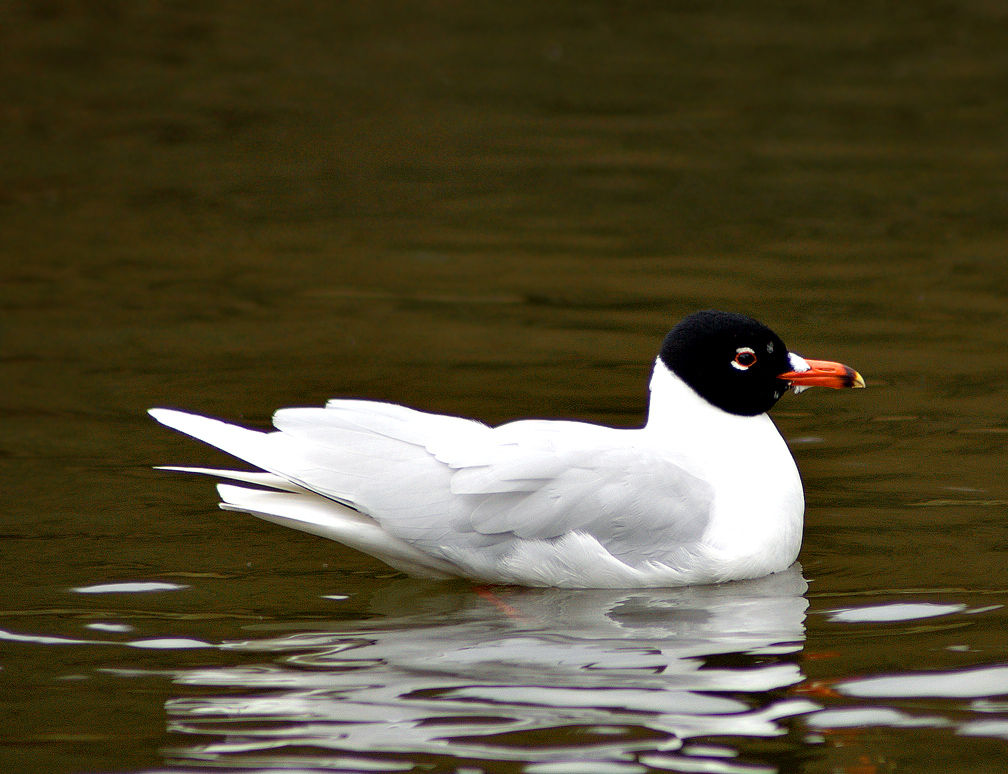
Schwarzkopfmöwe

Erhaltung der Gewässer mit Flachwasser- und Verlandungszonen sowie aufgelockerten Schilfbeständen, Kiesinseln oder -halbinseln, Feuchtgebieten und Grünland in Flussniederungen und Auenlandschaften, Pionier- bis frühen Sukzessionsstadien an den Brutplätzen, Erhaltung der Lachmöwenkolonien sowie störungsfreier oder zumindest störungsarmer Fortpflanzungsstätten während der Fortpflanzungszeit vom 1. März bis zum 31. Juli.

#### Schwarzmilan(Milvus migrans)

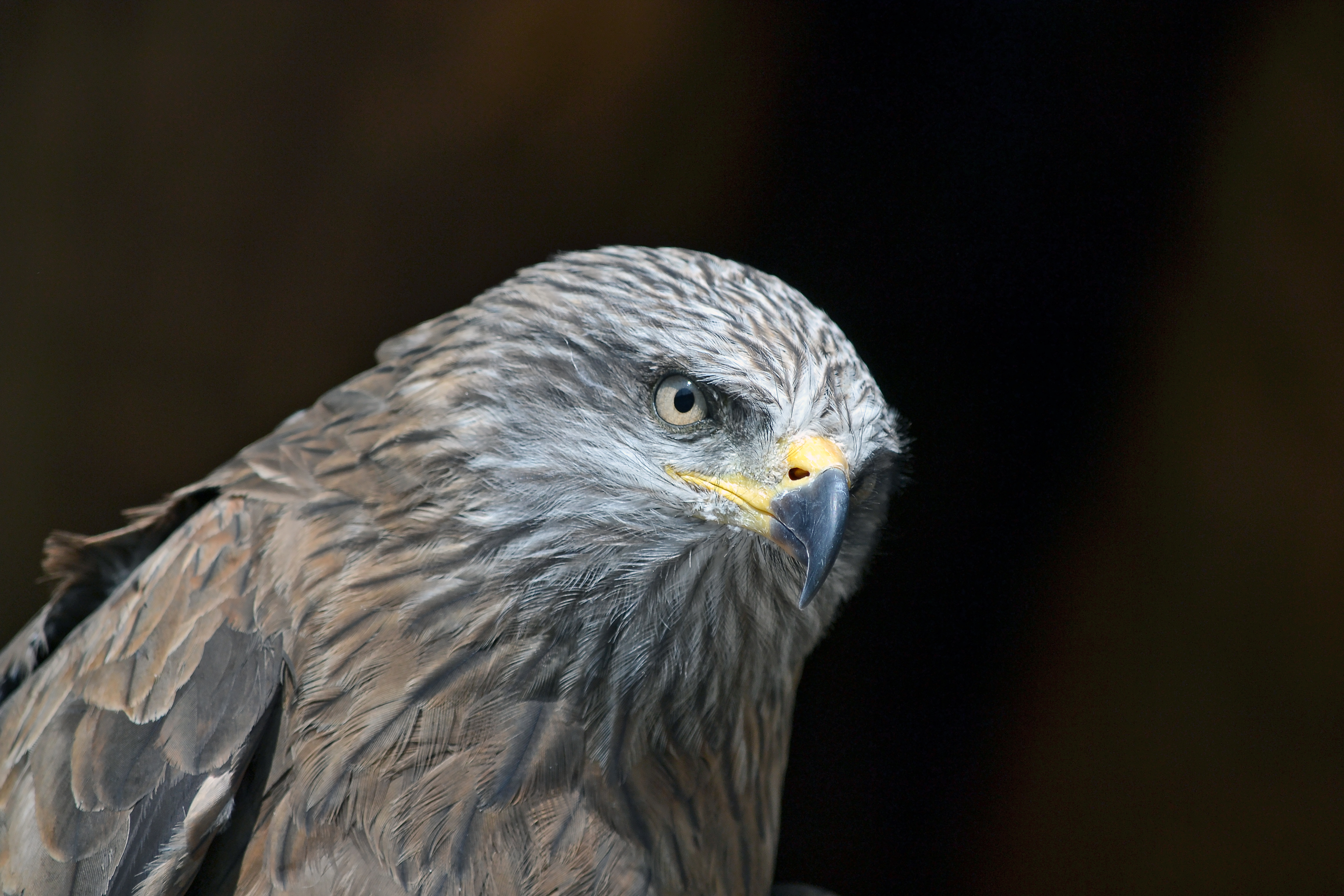
Schwarzmilan

Erhaltung von vielfältig strukturierten Kulturlandschaften, von lichten Waldbeständen, insbesondere Auenwäldern, von Feldgehölzen, großen Einzelbäumen und Baumreihen in der offenen Landschaft, Grünland, Altholzinseln und alten, großkronigen Bäumen mit freier Anflugmöglichkeit, insbesondere in Waldrandnähe, Erhaltung der naturnahen Fließ- und Stillgewässer, Erhaltung der Bäume mit Horsten, der Lebensräume ohne Gefahrenquellen wie nicht vogelsichere Freileitungen und Windkraftanlagen sowie Erhaltung störungsfreier oder zumindest störungsarmer Fortpflanzungsstätten während der Fortpflanzungszeit vom 1. März bis zum 15. August.

#### Tüpfelsumpfhuhn(Porzana porzana)

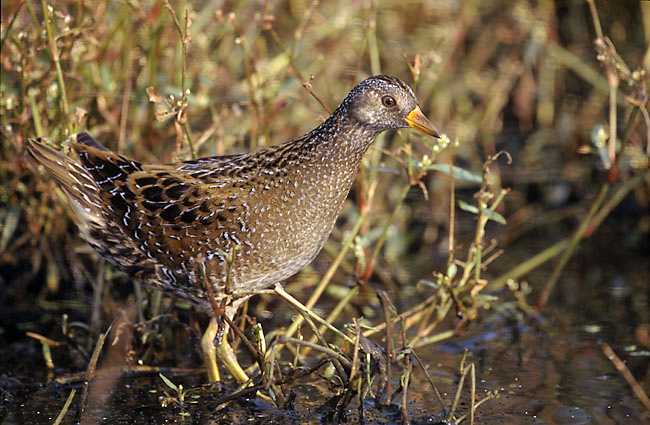
Tüpfelsumpfhuhn

Erhaltung der Verlandungszonen mit niedrig überfluteter abwechslungsreicher krautiger Vegetation wie in Übergangszonen zwischen Röhrichten und Großseggenrieden, im Uferbereich von ausgedehnten Schilfbeständen und in überschwemmten Feuchtwiesen, der Lebensräume ohne Gefahrenquellen wie Freileitungen, Erhaltung einer flachen Überstauung der Lebensstätten während der gesamten Fortpflanzungszeit (15. März bis 15. August), Erhaltung von Sekundärlebensräumen wie staunasse Torfstiche und Entwässerungsgräben mit Schilfstreifen, Seggenbülten und einer lockeren Krautschicht sowie Erhaltung störungsfreier oder zumindest störungsarmer Fortpflanzungsstätten während der Fortpflanzungszeit.

#### Wachtelkönig(Crex crex)

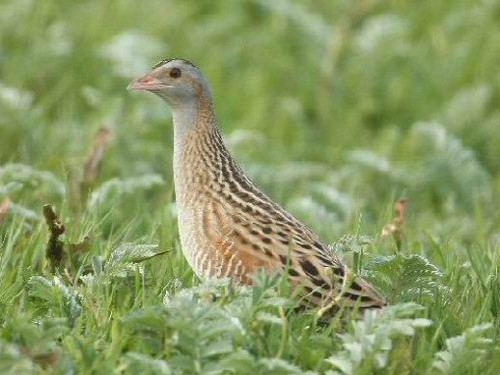
Wachtelkönig

Erhaltung von strukturreichem und extensiv genutztem Grünland, insbesondere mit Streuwiesen oder Nasswiesen, von Mauser- und Ausweichplätzen wie Gras-, Röhricht- und Staudensäume, Brachen, von einzelnen niedrigen Gebüschen und Feldhecken, von Bewirtschaftungsformen mit später Mahd ab dem 15. August, von frischen bis nassen Bodenverhältnissen, Erhaltung der Lebensräume ohne Gefahrenquellen wie Freileitungen, des Nahrungsangebots, insbesondere mit Insekten, Schnecken und Regenwürmern sowie Erhaltung störungsfreier oder zumindest störungsarmer Fortpflanzungsstätten während der Fortpflanzungszeit vom 15. April bis zum 15. August.

#### Zwergdommel(Ixobrychus minutus)

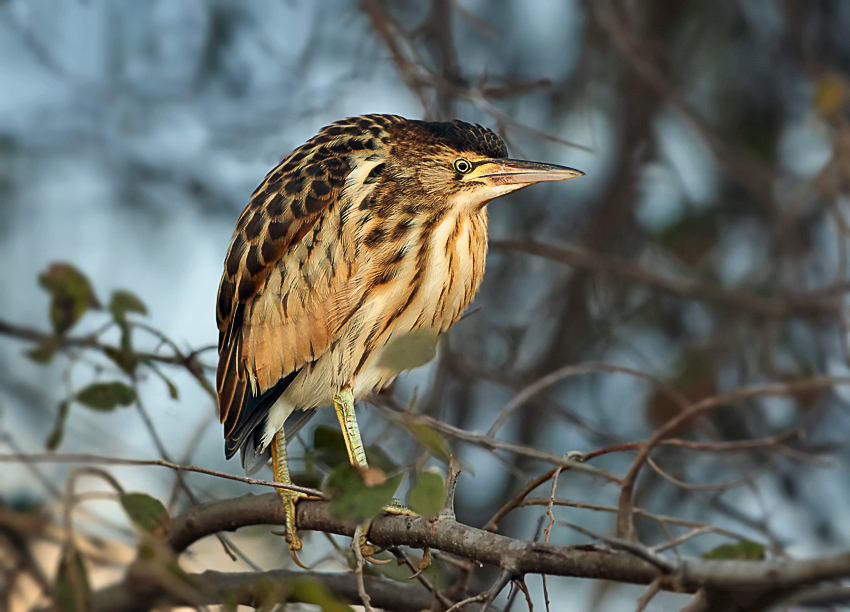
Zwergdommel

Erhaltung der flachen Verlandungszonen an Seen, Weihern und langsam fließenden Gewässern, der reich strukturierten Röhrichte und Großseggenriede sowie Schilfreinbestände, die auch einzelne Gebüsche enthalten können, Erhaltung von langen Röhricht-Wasser-Grenzlinien wie sie durch Buchten, Schilfinseln und offene Wassergräben sowie kleinere freie Wasserflächen innerhalb der Röhrichte zustande kommen, von Sekundärlebensräumen wie aufgelassene Abbaustätten mit vorgenannten Lebensstätten, Erhaltung einer flachen Überstauung des Röhrichts in den Brutgebieten während der gesamten Fortpflanzungszeit (1. Mai bis 15. September), einer Wasserqualität, die gute Sichtbedingungen für den Beutefang gewährleistet, Erhaltung des Nahrungsangebots mit Kleinfischarten und Jungfischaufkommen sowie Wasserinsekten und kleineren Amphibien sowie Erhaltung störungsfreier oder zumindest störungsarmer Fortpflanzungsstätten während der Fortpflanzungszeit.

### Zugvögel
Weitere, nicht in Anhang I aufgelistete Zugvogelarten, die im Land brüten und für die Schutzgebiete ausgewählt wurden. In diese Kategorie fallen in Baden-Württemberg insgesamt 36 Arten.

#### Baumfalke(Falco subbuteo)

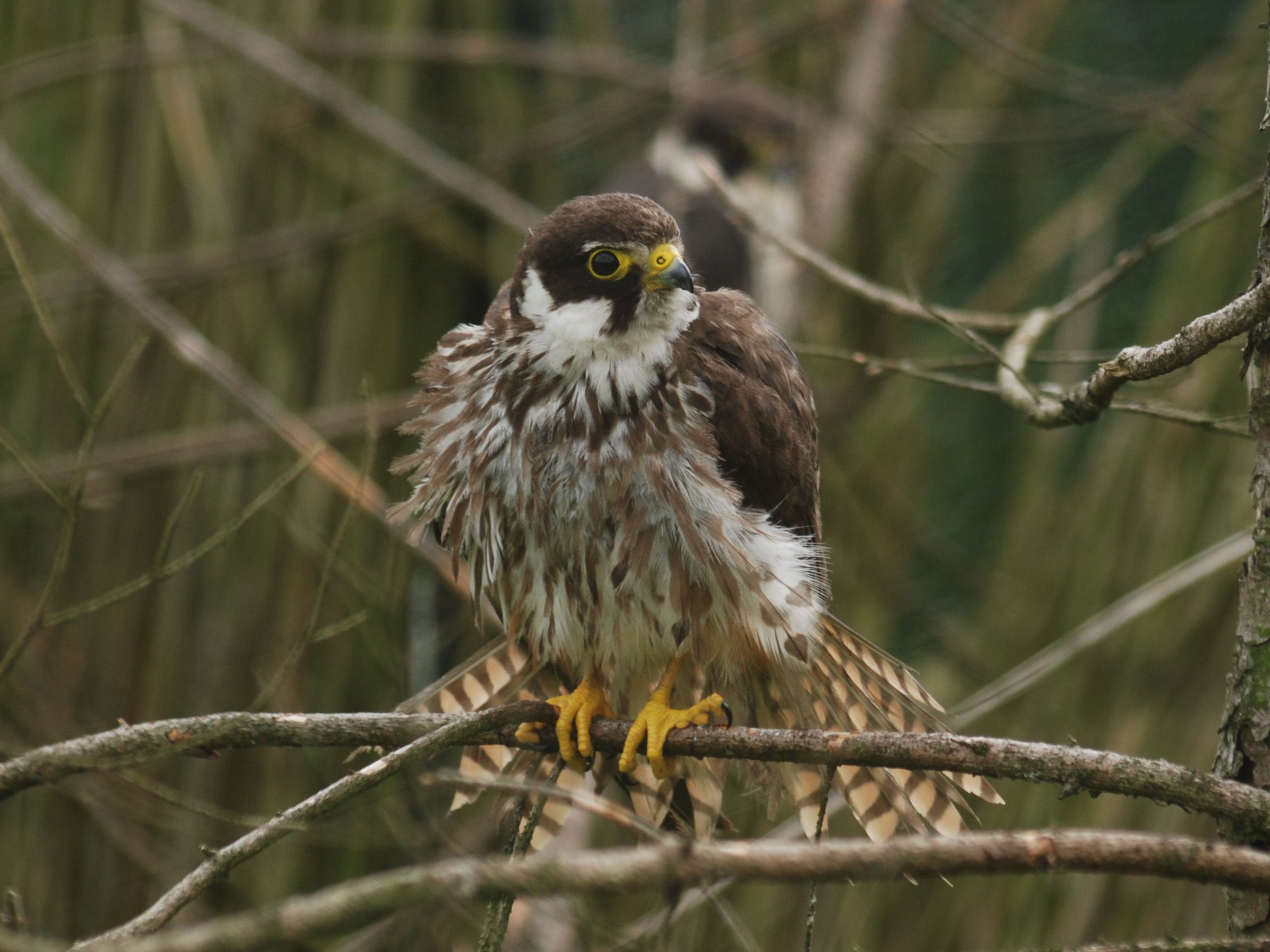
Baumfalke

Erhaltung von lichten Wäldern mit angrenzenden offenen Landschaften, von Altbäumen und Altholzinseln, von Überhältern, von Feldgehölzen oder Baumgruppen in Feldfluren oder entlang von Gewässern, von extensiv genutztem Grünland, von Gewässern mit strukturreichen Uferbereichen und Verlandungszonen, von Nistgelegenheiten wie Krähennester, des Nahrungsangebots, insbesondere mit Kleinvögeln und Großinsekten sowie störungsfreier oder zumindest störungsarmer Fortpflanzungsstätten während der Fortpflanzungszeit vom 15. April bis zum 15. September.

#### Bekassine(Gallinago gallinago)

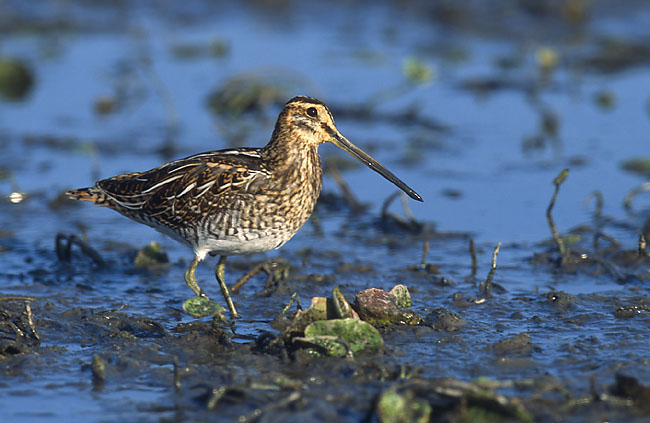
Bekassine

Erhaltung der Feuchtwiesenkomplexe, insbesondere mit Streuwiesen oder extensiv genutzten Nasswiesen, der naturnahen Moore, der Verlandungszonen stehender Gewässer mit lichtem Schilfröhricht oder Seggenrieden, der Lebensräume ohne Gefahrenquellen wie Freileitungen, Erhaltung von zeitweise überschwemmten Senken, nassen Ackerbereichen und ständig Wasser führenden Gräben, von Gras-, Röhricht- und Staudensäumen sowie Erhaltung störungsfreier oder zumindest störungsarmer Fortpflanzungsstätten während der Fortpflanzungszeit vom 15. Februar bis zum 15. August.

#### Beutelmeise(Remiz pendulinus)

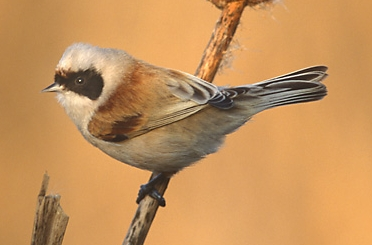
Beutelmeise

Erhaltung von Flussauen, von ausgeprägten Krautschichten und typischen Kletterpflanzen der Auenwälder wie Hopfen und Waldrebe, von Sekundärlebensräumen wie aufgelassene Abbaustätten mit vorgenannten Lebensstätten, Erhaltung der Sümpfe mit ihren Wäldern, der Uferbereiche der Gewässer mit Röhrichten, Gebüschen und Silberweidenbeständen oder anderen Bäumen mit herabhängenden Zweigen sowie Erhaltung störungsfreier oder zumindest störungsarmer Fortpflanzungsstätten während der Fortpflanzungszeit vom 15. März bis zum 31. Juli.

#### Drosselrohrsänger(Acrocephalus arundinaceus)

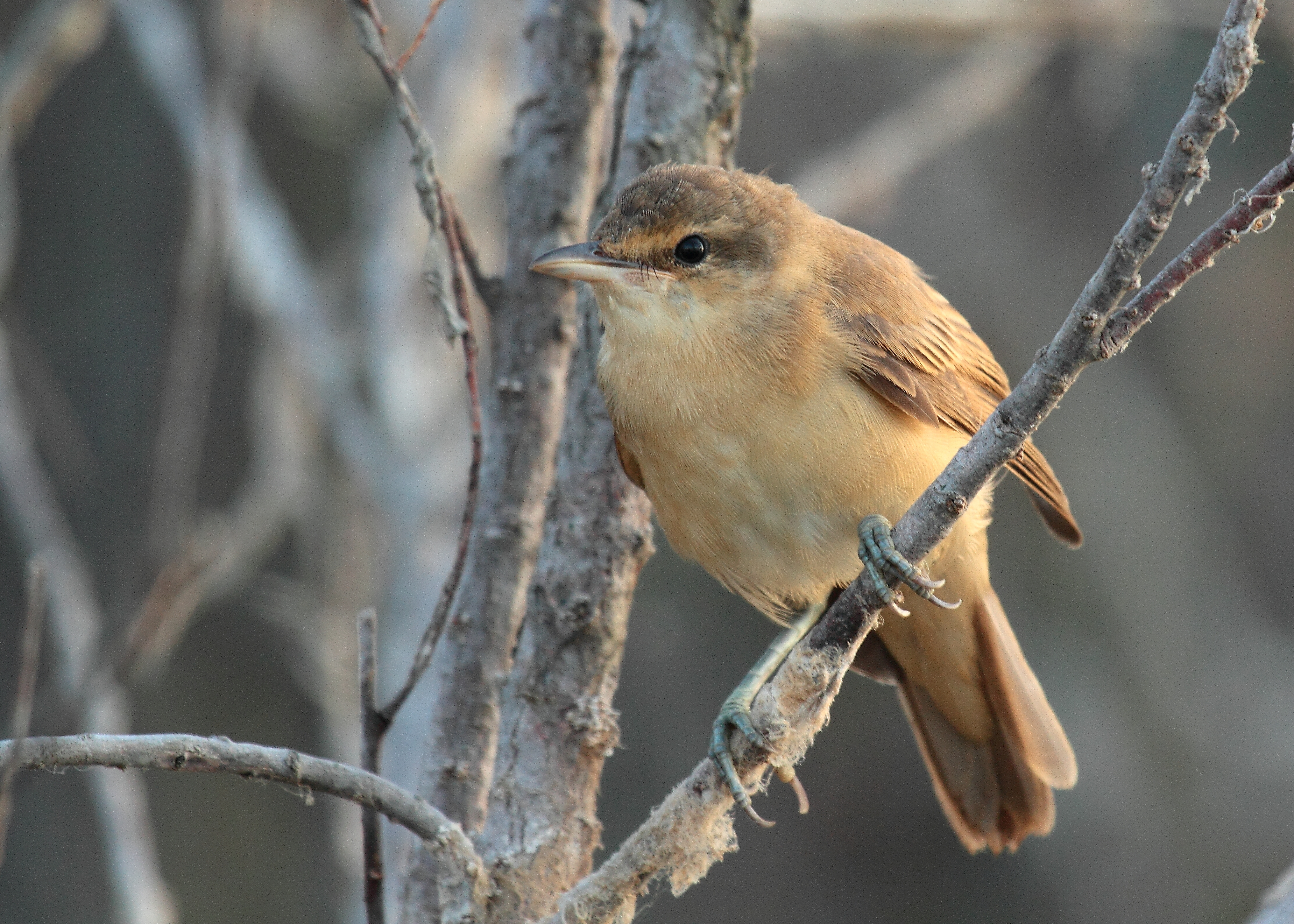
Drosselrohrsänger

Erhaltung der wasserständigen Röhrichte mit angrenzenden offenen Wasserflächen, insbesondere Schilfröhrichte mit unterschiedlicher Altersstruktur und stabilen Halmen, Erhaltung von langen Röhricht-Wasser-Grenzlinien wie sie durch Buchten, Schilfinseln und offene Wassergräben sowie kleinere freie Wasserflächen innerhalb der Röhrichte zustande kommen, von Sekundärlebensräumen wie Regenüberlaufbecken mit vorgenannten Lebensstätten, Erhaltung des Nahrungsangebots, insbesondere mit größeren Insekten sowie Erhaltung störungsfreier oder zumindest störungsarmer Fortpflanzungsstätten während der Fortpflanzungszeit (1. Mai bis 31. August).

#### Kiebitz(Vanellus vanellus)

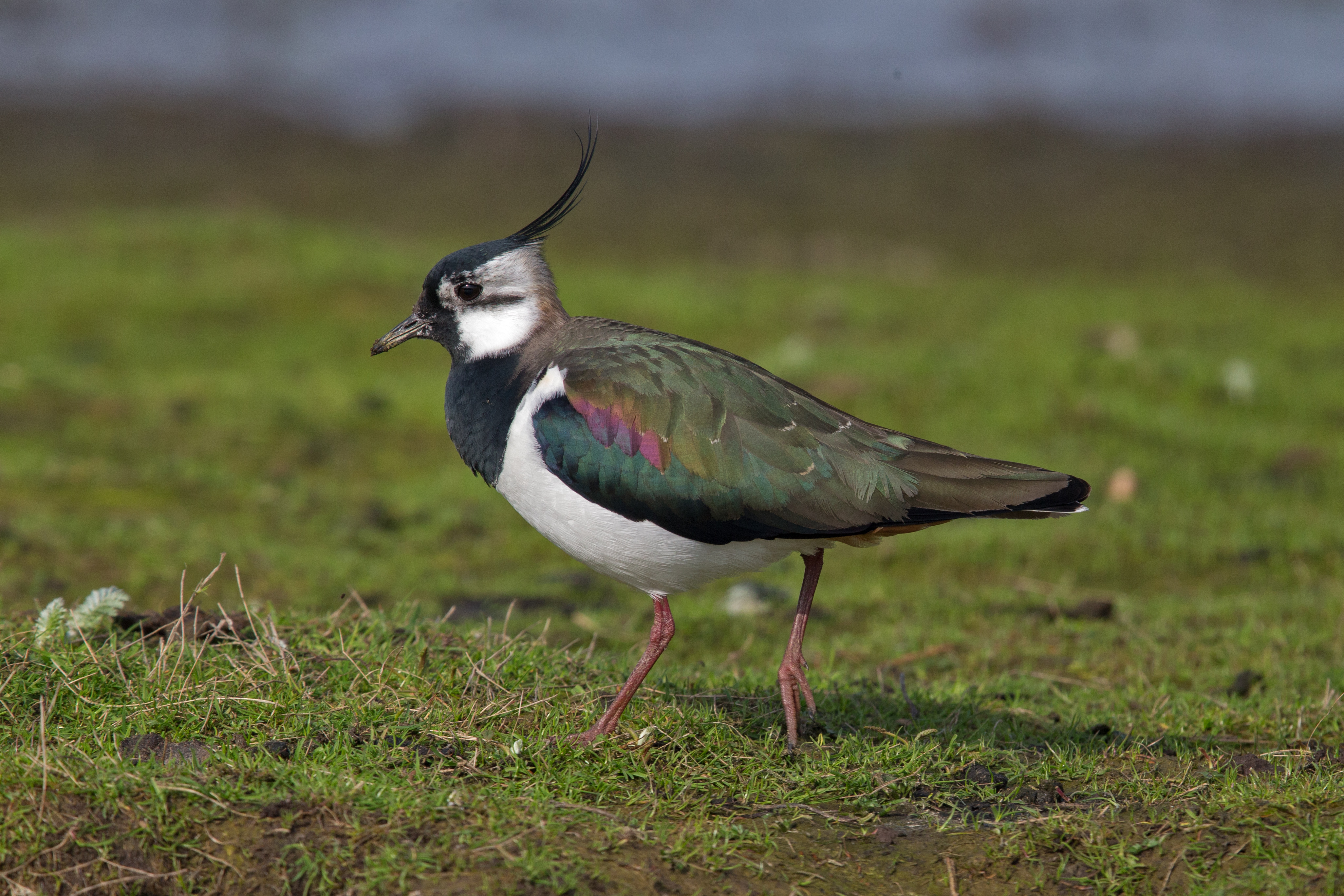
Kiebitz

Erhaltung von weiträumigen offenen Kulturlandschaften, Viehweiden, mageren Wiesen mit lückiger Vegetationsstruktur, Grünlandbrachen, Ackerland mit später Vegetationsentwicklung und angrenzendem Grünland, von Flutmulden, zeitweise überschwemmten Senken und nassen Ackerbereichen, Erhaltung der extensiv genutzten Feuchtwiesenkomplexe, der naturnahen Flussniederungen, der Gewässer mit Flachufern sowie Erhaltung störungsfreier oder zumindest störungsarmer Fortpflanzungsstätten während der Fortpflanzungszeit vom 1. Februar bis zum 31. August.

#### Knäkente(Anas querquedula)

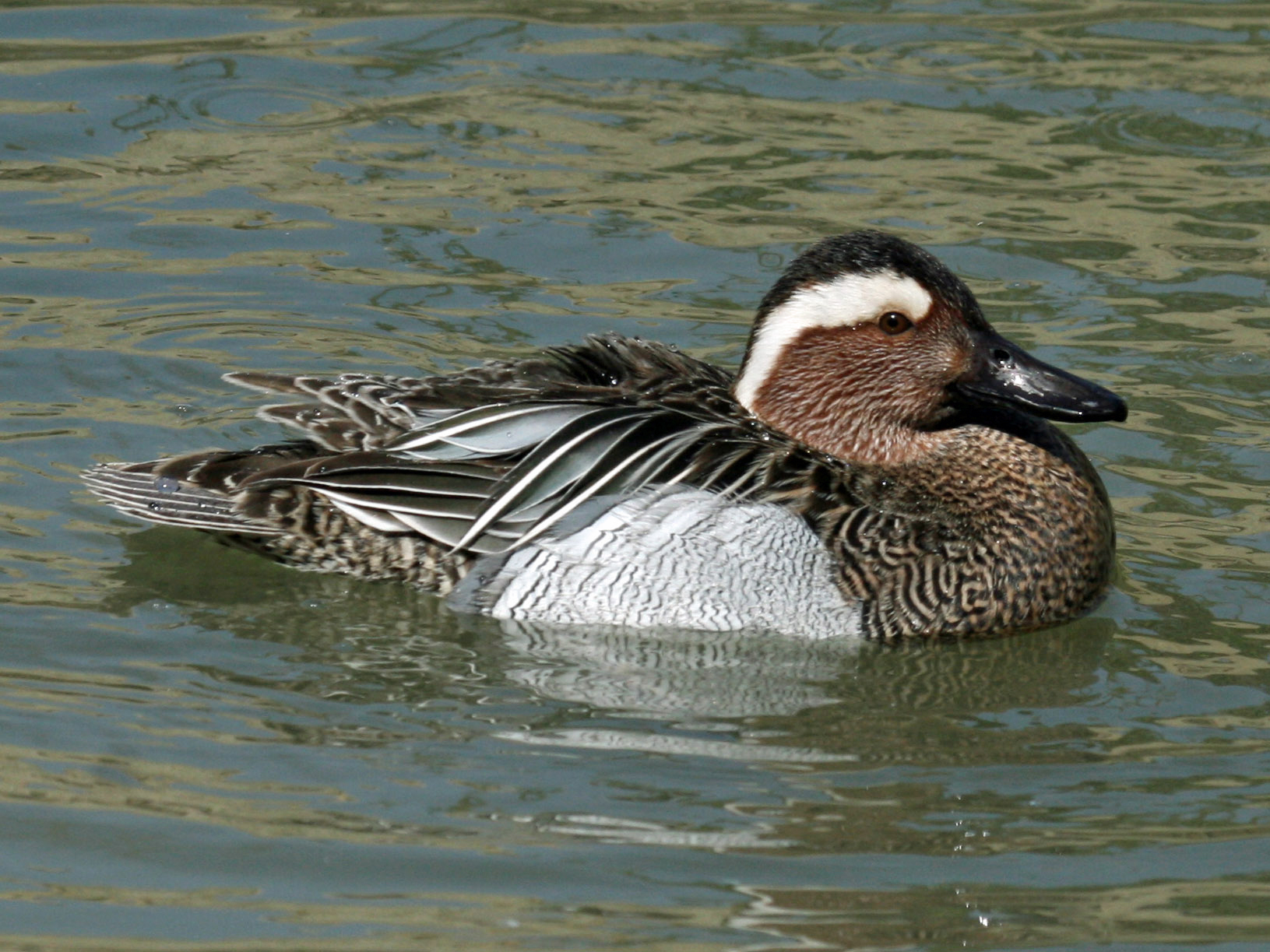
Knäkente

Erhaltung der eutrophen vegetationsreichen Flachwasserseen, Kleingewässer und von Wasser führenden Gräben, der zur Brutzeit überschwemmten Wiesenbereiche und Sümpfe, der Verlandungsbereiche mit Röhrichten, Seggenrieden und Flachwasserzonen, Erhaltung störungsfreier oder zumindest störungsarmer Fortpflanzungs- bzw. Mauserstätten während der Brut- und Aufzuchtszeit (15. April bis 15. September) und Mauser (15. Juni bis 15. September), Erhaltung des im Mündungsbereich langsam fließenden Baches mit Flachwasserzonen sowie Erhaltung von Sekundärlebensräumen wie Regenüberlaufbecken mit vorgenannten Lebensstätten.

#### Kolbenente(Netta rufina)

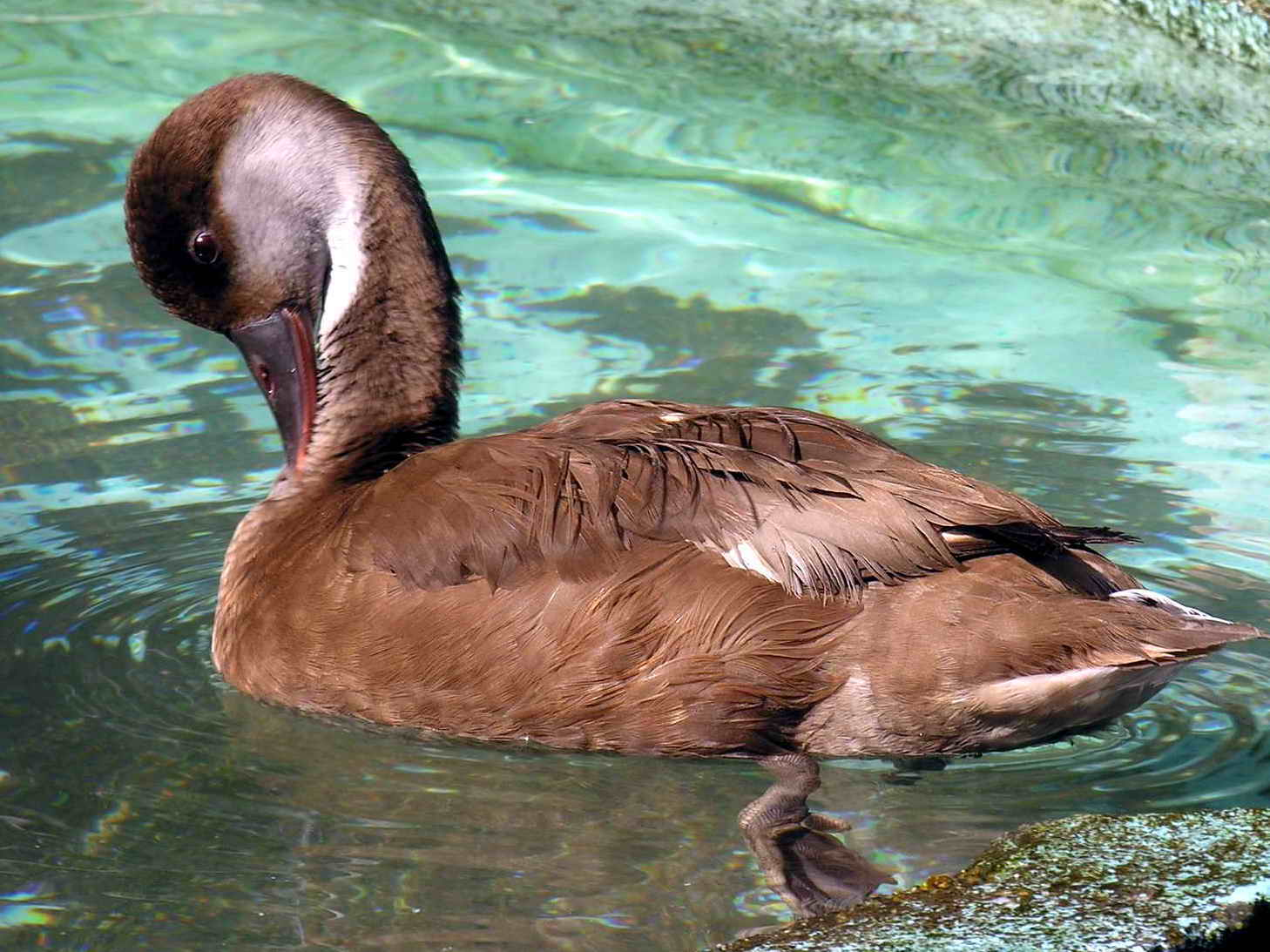
Kolbenente

Erhaltung der Flachwasserseen oder -zonen mit Wasserpflanzenvorkommen, insbesondere Armleuchteralgen und Laichkrautgewächse, der Verlandungsbereiche mit Röhrichten, Seggenrieden und Flachwasserzonen, Erhaltung einer ausreichenden Wasserqualität für Wasserpflanzenvorkommen, Erhaltung von Sekundärlebensräumen wie flachen, vegetationsreichen Teichen, Aufrechterhaltung eines Wasserregimes ohne starke Wasserstandsschwankungen während der Brut- und Aufzuchtszeit (15. April bis 15. September) sowie Erhaltung störungsfreier oder zumindest störungsarmer Fortpflanzungs- bzw. Mauserstätten während der Brut- und Aufzuchtszeit und der Mauser (1. Juni bis 15. September).

#### Krickente(Anas crecca)

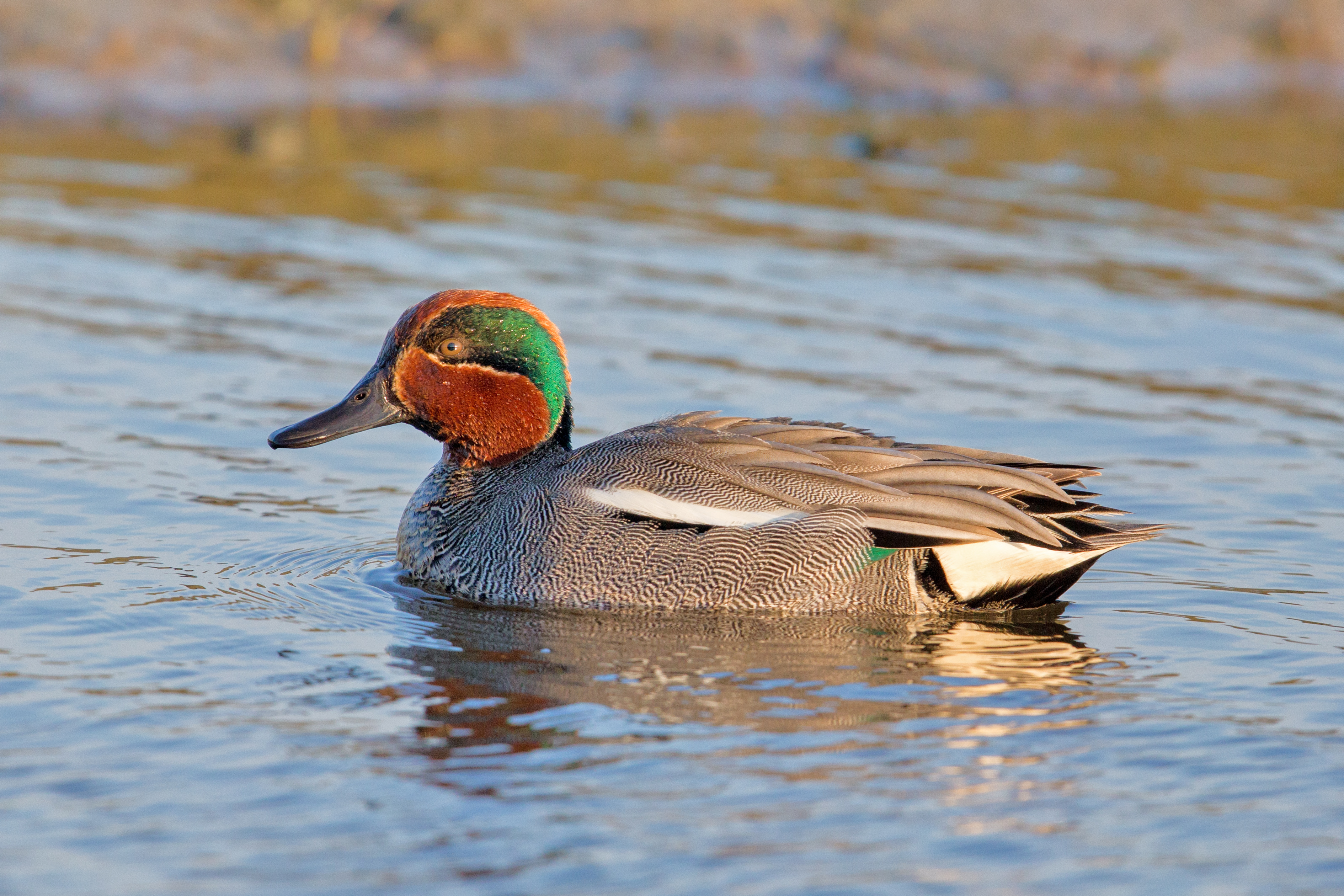
Krickente

Erhaltung der eutrophen vegetationsreichen Flachwasserseen, Kleingewässer und von Wasser führenden Feuchtwiesengräben, der langsam fließenden Gewässer mit Flachwasserzonen, der vegetationsreichen Moorseen, der Verlandungsbereiche mit Röhrichten, Seggenrieden, wasserständigen Gehölzen, Schlickflächen und Flachwasserzonen, Erhaltung von Sekundärlebensräumen wie aufgelassene Abbaustätten mit vorgenannten Lebensstätten sowie Erhaltung störungsfreier oder zumindest störungsarmer Fortpflanzungs- bzw. Mauserstätten während der Brut- und Aufzuchtszeit (15. März bis 31. August) sowie der Mauser (1. Juli bis 30. September).

#### Löffelente(Anas clypeata)

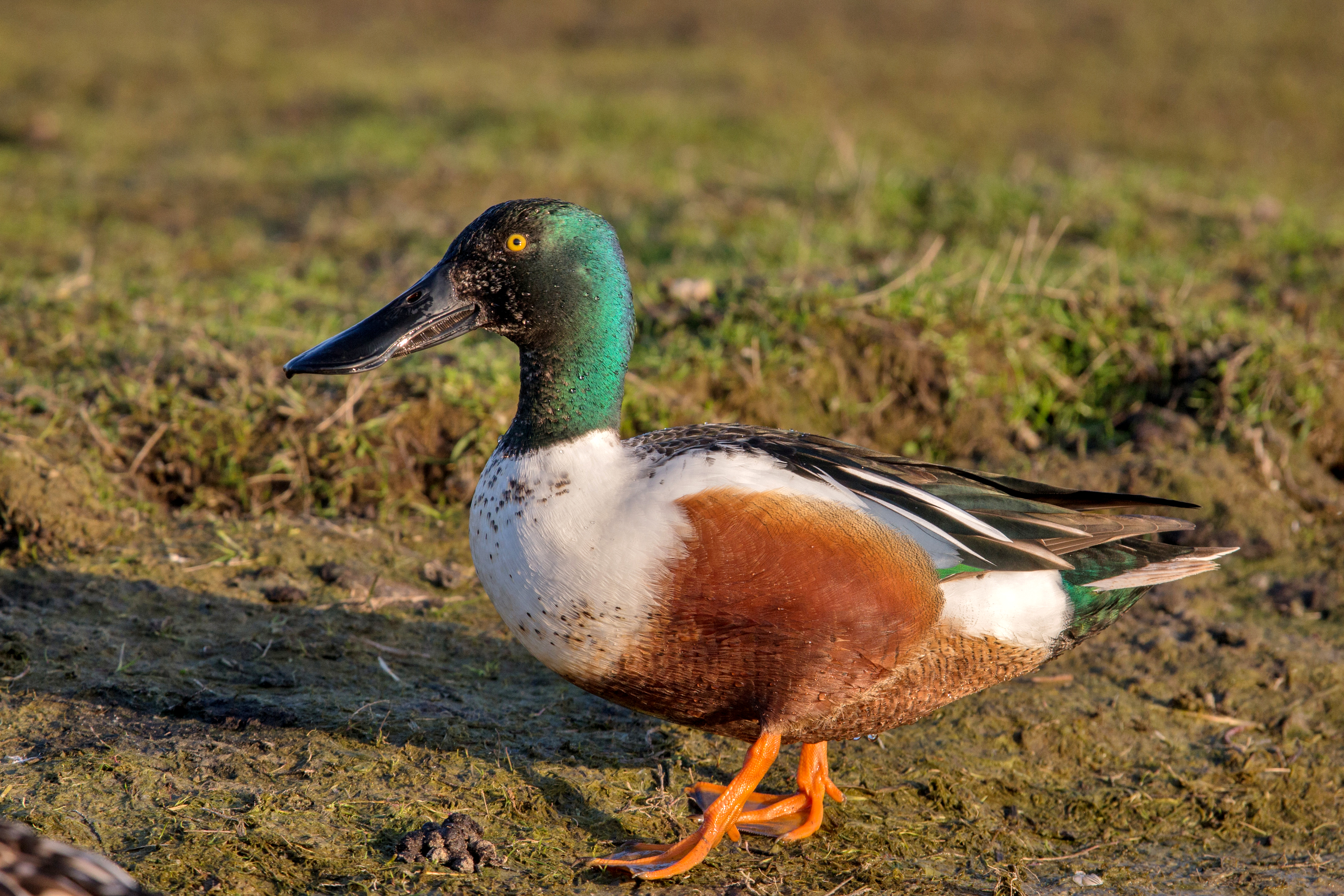
Löffelente

Erhaltung des eutrophen vegetationsreichen Flachwassersees, der Kleingewässer und von Wasser führenden Feuchtwiesengräben, Erhaltung der Verlandungsbereiche mit Röhrichten, Seggenrieden, Schlickflächen und Flachwasserzonen sowie Erhaltung störungsfreier oder zumindest störungsarmer Fortpflanzungs- bzw. Mauserstätten während der Brut- und Aufzuchtszeit (15. April bis 15. September) sowie der Mauser (15. Juli bis 15. September).

#### Schilfrohrsänger(Acrocephalus schoenobaenus)

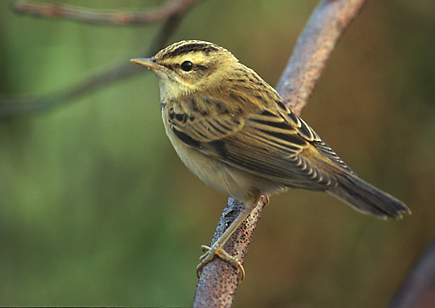
Schilfrohrsänger

Erhaltung der Gewässer mit ausgedehnten Verlandungszonen, der Großseggenriede sowie nassen aber nicht großflächig überfluteten lockeren Röhrichte mit ausgeprägter Krautschicht und einzelnen Büschen, Erhaltung von Sekundärlebensräumen wie aufgelassene Abbaustätten mit vorgenannten Verlandungszonen, Erhaltung des Nahrungsangebots – insbesondere mit Insekten, sowie Erhaltung störungsfreier oder zumindest störungsarmer Fortpflanzungsstätten während der Fortpflanzungszeit vom 1. April bis zum 31. Juli.

#### Schwarzhalstaucher(Podiceps nigricollis)

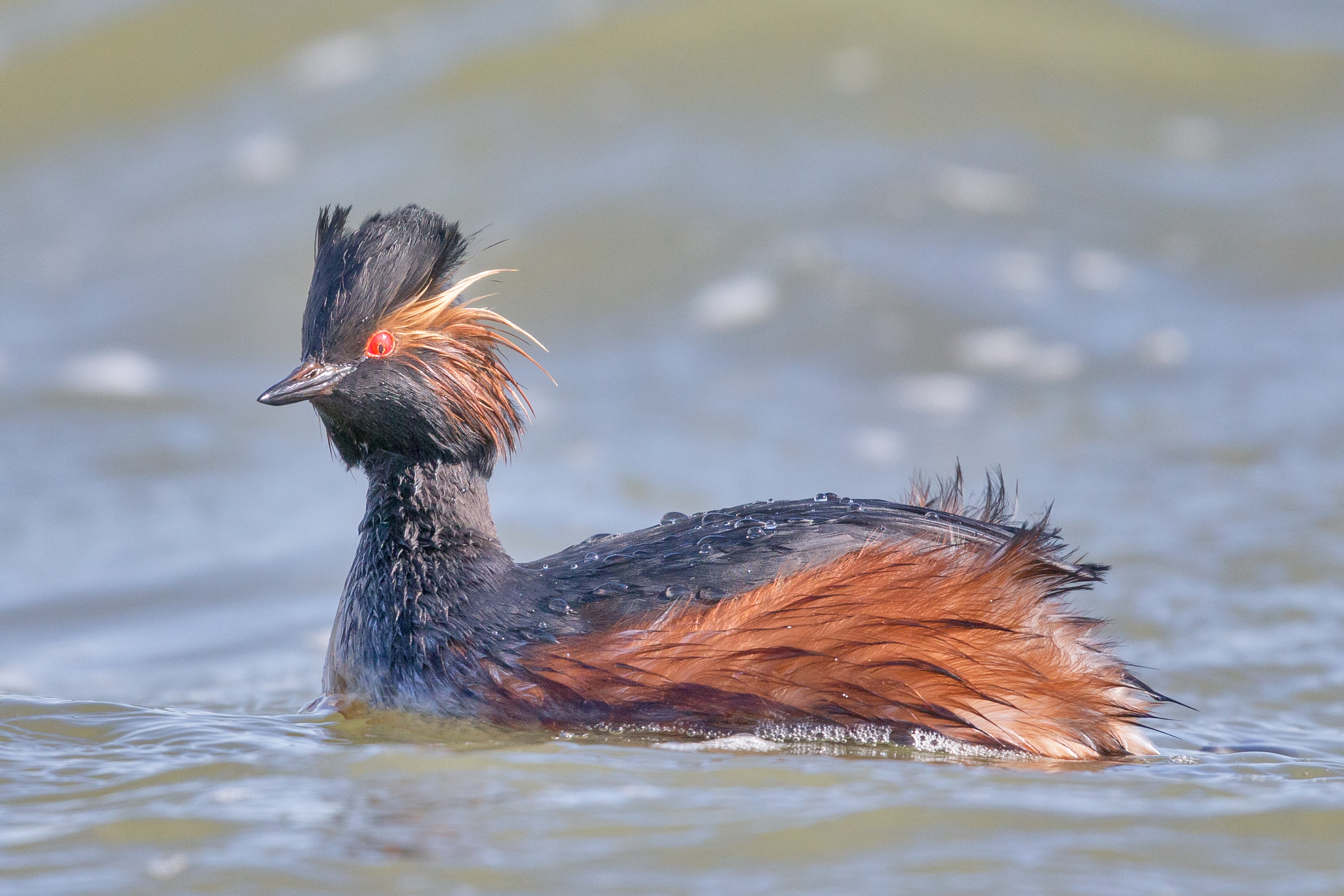
Schwarzhalstaucher

Erhaltung der Flachwasserseen, der Verlandungszonen mit Röhrichten und Seggenrieden, Erhaltung von Sekundärlebensräumen wie Regenüberlaufbecken mit vorgenannten Lebensstätten sowie Erhaltung störungsfreier oder zumindest störungsarmer Fortpflanzungsstätten während der Fortpflanzungszeit (15. April bis 15. August).

#### Schwarzkehlchen(Saxicola rubicola)
Erhaltung der Heiden und Moore, der Ried- und Streuwiesen, Erhaltung von Weg- und Feldrainen, Saumstreifen, Böschungen, kleineren Feldgehölzen, unbefestigten Feldwegen, Rand- und Altgrasstreifen sowie von Brachflächen, von vereinzelten Büschen, Hochstauden, Steinhaufen und anderen als Jagd-, Sitz- und Singwarten geeigneten Strukturen, von Sekundärlebensräumen wie aufgelassene Abbaustätten mit vorgenannten Lebensstätten sowie Erhaltung des Nahrungsangebots, insbesondere mit Insekten und Spinnen.

#### Tafelente(Aythya ferina)

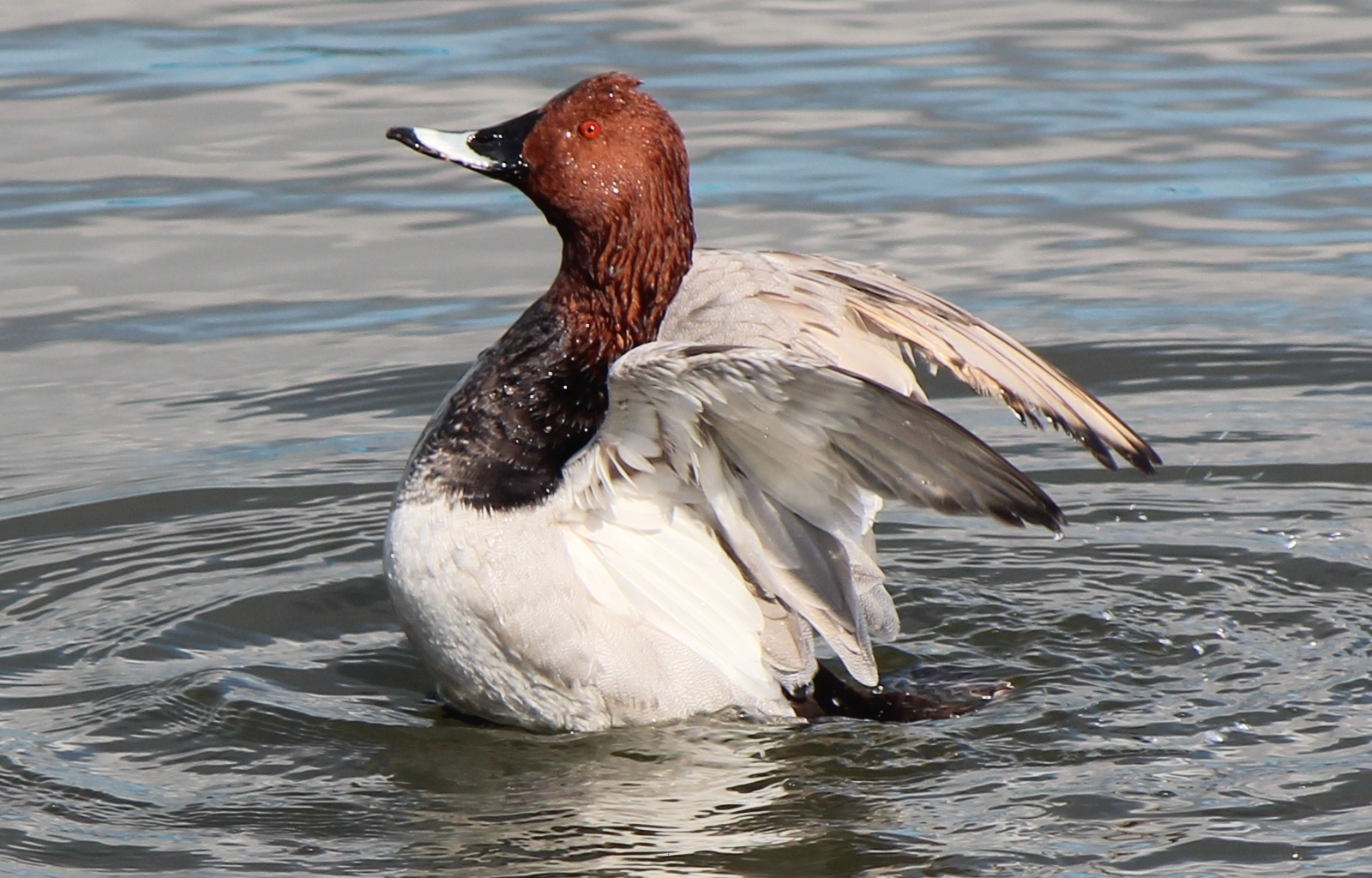
Tafelente

Erhaltung der Flachwasserseen mit reicher Ufervegetation und großen freien Wasserflächen sowie der schwach fließenden Gräben und des Baches mit reicher Ufervegetation, der Verlandungsbereiche mit Röhrichten, Seggen- oder Binsenbeständen, der offenen Flachwasserzonen, Erhaltung von Sekundärlebensräumen wie Regenüberlaufbecken mit vorgenannten Lebensstätten sowie Erhaltung störungsfreier oder zumindest störungsarmer Fortpflanzungs- bzw. Mauserstätten während der Brut- und Aufzuchtszeit (15. April bis 15. Oktober) und der Mauser (1. Juli bis 15. September).

#### Wasserralle(Rallus aquaticus)

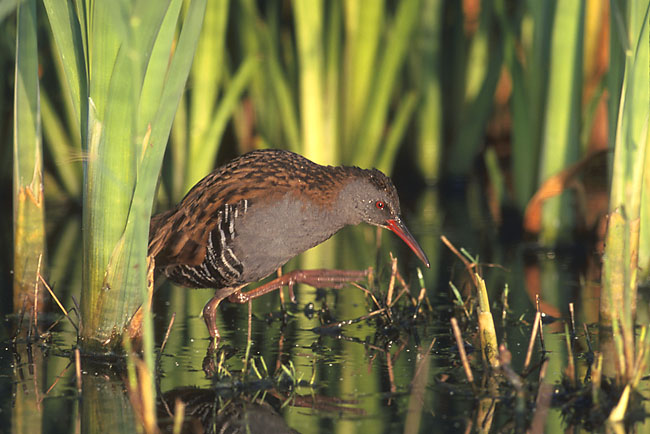
Wasserralle

Erhaltung der stehenden Gewässer mit Flachwasserzonen, der Fließgewässerabschnitte und Wassergräben mit deckungsreicher Ufervegetation, der Riede und Moore mit zumindest kleinen offenen Wasserflächen, der deckungsreichen Verlandungsbereiche mit flach überfluteten Röhrichten, Großseggenrieden und Ufergebüschen, der Lebensräume ohne Gefahrenquellen wie Freileitungen, Erhaltung von Sekundärlebensräumen wie aufgelassene Abbaustätten mit vorgenannten Lebensstätten sowie Erhaltung störungsfreier oder zumindest störungsarmer Fortpflanzungsstätten während der Fortpflanzungszeit (15. März bis 15. September).

#### Wiesenschafstelze(Motacilla flava)

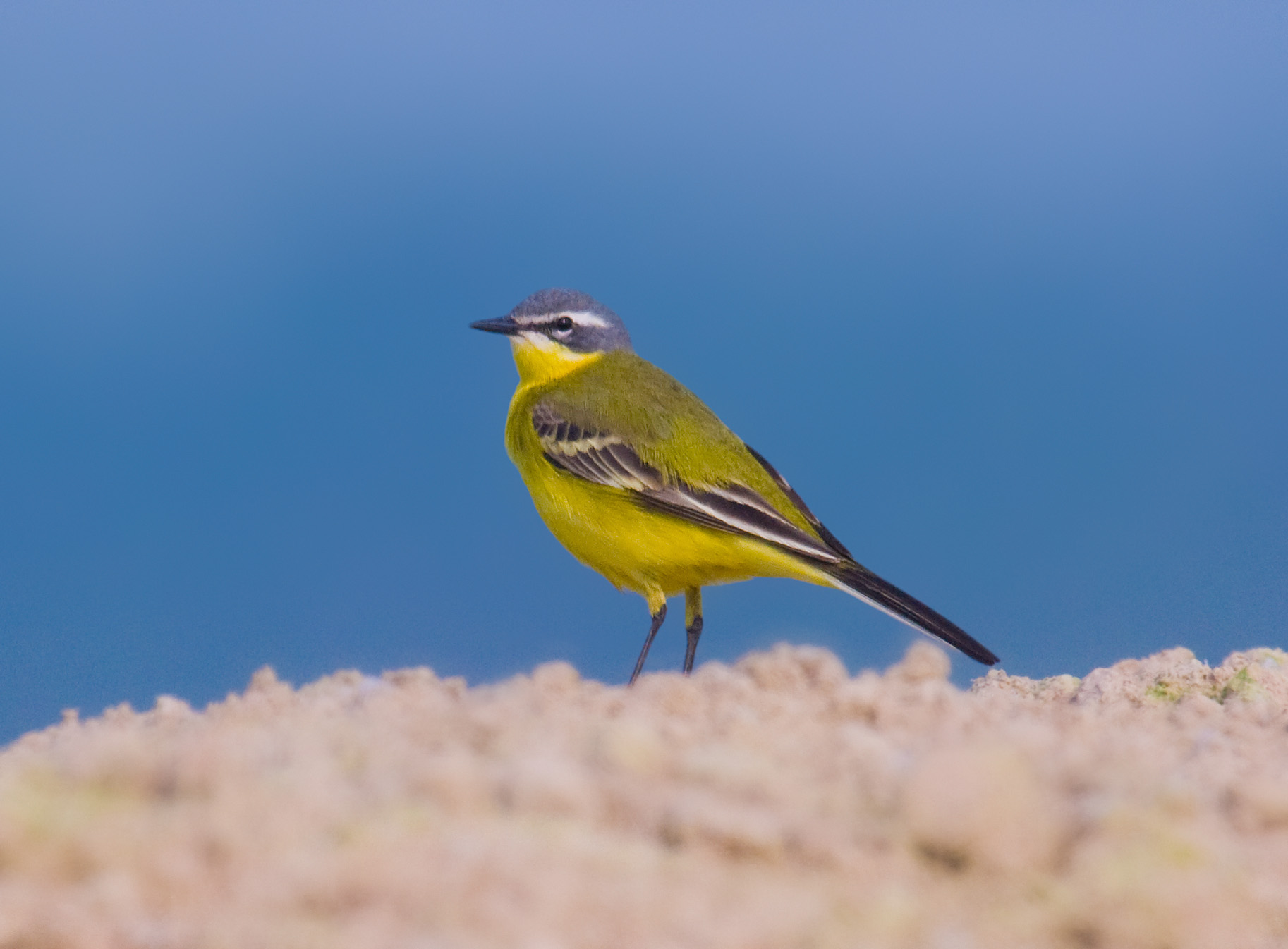
Wiesenschafstelze

Erhaltung eines Mosaiks aus Ackerflächen mit verschiedenen Feldfrüchten, Erhaltung der Verlandungszonen an Gewässern, Erhaltung von Randstrukturen an Nutzungsgrenzen wie Gras-, Röhricht- und Staudensäume an Weg- und Feldrändern, aber auch von Brachflächen, von zeitlich differenzierten Nutzungen im Grünland, von vereinzelten Büschen, Hochstauden und anderen als Jagd-, Sitz- und Singwarten geeigneten Strukturen, von Sekundärlebensräumen wie aufgelassene Abbaustätten mit vorgenannten Lebensstätten sowie Erhaltung des Nahrungsangebots, insbesondere mit Insekten.

#### Zwergtaucher(Tachybaptus ruficollis)

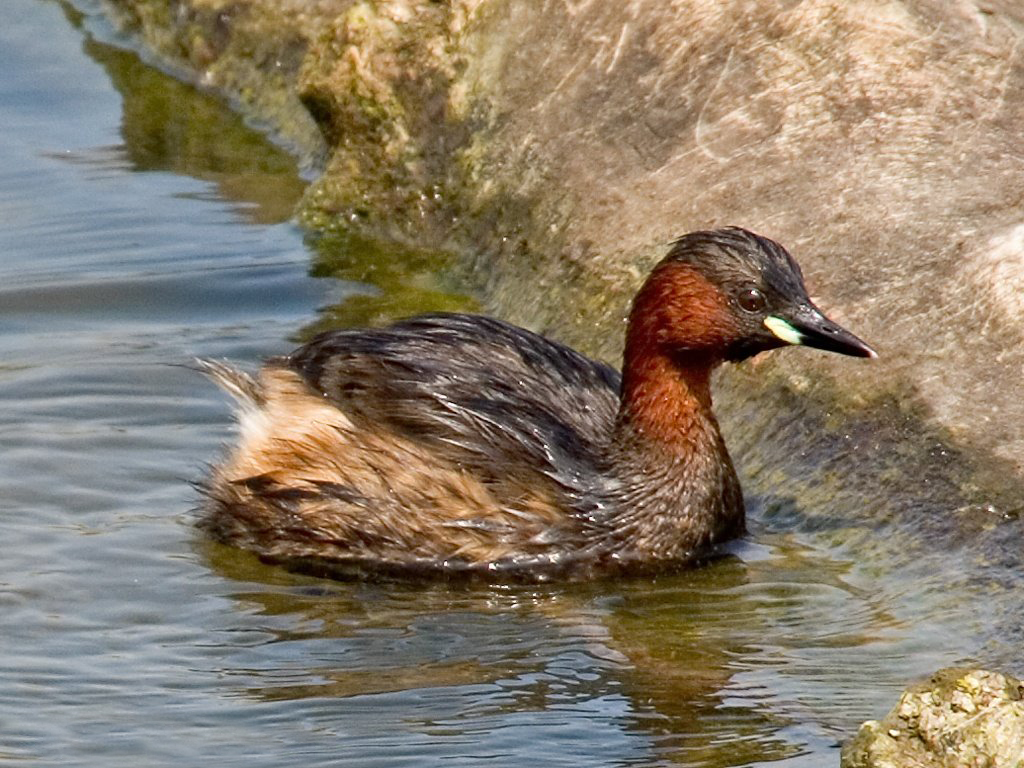
Zwergtaucher

Erhaltung der zumindest stellenweise deckungsreichen Stillgewässer, Feuchtwiesengräben, langsam fließenden Bäche und Wiesengräben, Verlandungszonen mit Röhrichten wie Schilf-, Rohrkolben-, Wasserschwaden- oder Rohrglanzgrasbestände, Erhaltung einer Wasserqualität, die gute Sichtbedingungen für den Beutefang gewährleistet, Erhaltung von Sekundärlebensräumen wie aufgelassene Torfstiche mit vorgenannten Lebensstätten sowie Erhaltung störungsfreier oder zumindest störungsarmer Fortpflanzungsstätten während der Fortpflanzungszeit (15. Februar bis 15. September).

## Zusammenhang mit anderen Schutzgebieten
Mit dem Vogelschutzgebiet „Untersee des Bodensees“ sind folgende, zusammenhängende Schutzgebiete ausgewiesen:
- FFH-Gebiete
  - „Mettnau und Radolfzeller Aach unterhalb Singen“ (8219-341)
  - „Bodanrück und westl. Bodensee“ (8220-341)
  - „Schiener Berg und westl. Untersee“ (8319-341)
- Naturschutzgebiete
  - Wollmatinger Ried – Untersee – Gnadensee (3.004)
  - Halbinsel Mettnau (3.005)
  - Stehlwiesen (3.039)
  - Bodenseeufer (Gemarkung Öhningen) (3.058)
  - Radolfzeller Aachried (3.088)
  - Hornspitze auf der Höri (3.235)
  - Bodenseeufer (Gmk. Gaienhofen, Horn, Gundholzen) (3.582)
  - Bodenseeufer (Gmk. Wangen, Hemmenhofen) (3.583)
  - Bodenseeufer (Gmk. Iznang, Moos, Böhringen) (3.585)
  - Bodenseeufer (Gmk. Allensbach, Hegne, Reichenau) (3.586)
- Landschaftsschutzgebiete
  - Bodenseeufer (3.35.003)
  - Insel Reichenau (3.35.005)
  - Schienerberg (3.35.006)
  - Bodanrück (3.35.009)
  - Wollmatinger Ried – Untersee – Gnadensee (3.35.012)